# 特內黑頭魚
特內黑頭魚，為輻鰭魚綱黑头鱼目黑頭魚科的其中一種，為深海魚類，分布於北太平洋白令海至美國加州、東南太平洋智利海域，棲息深度46-5500公尺，體長可達61公分，棲息在底層水域，生活習性不明。